# 里達尼亞戰役
里達尼亞戰役，發生在1517年1月22日在今天埃及境内，鄂圖曼帝國蘇丹塞利姆一世打敗馬木路克王朝蘇丹圖曼貝伊二世的軍隊。鄂圖曼軍隊進入開羅，並把蘇丹殺死，把屍體掛在Al-Ghourieh城門。
但這次戰役也令大維齊爾哈迪姆·錫南帕夏战死。因此塞利姆一世説：我們赢得戰役，但失去錫南。